# Enchytraeus thomasi
Enchytraeus thomasi is een ringworm uit de familie van de Enchytraeidae. De wetenschappelijke naam van de soort is voor het eerst geldig gepubliceerd in 1986 door Rodriguez & Giani.